# NGC 3541
NGC 3541 é uma galáxia espiral (Scd) localizada na direcção da constelação de Crater. Possui uma declinação de -10° 29' 31" e uma ascensão recta de 11 horas, 08 minutos e 32,2 segundos.
A galáxia NGC 3541 foi descoberta em 1880 por -.